# コウノトリ育む農法

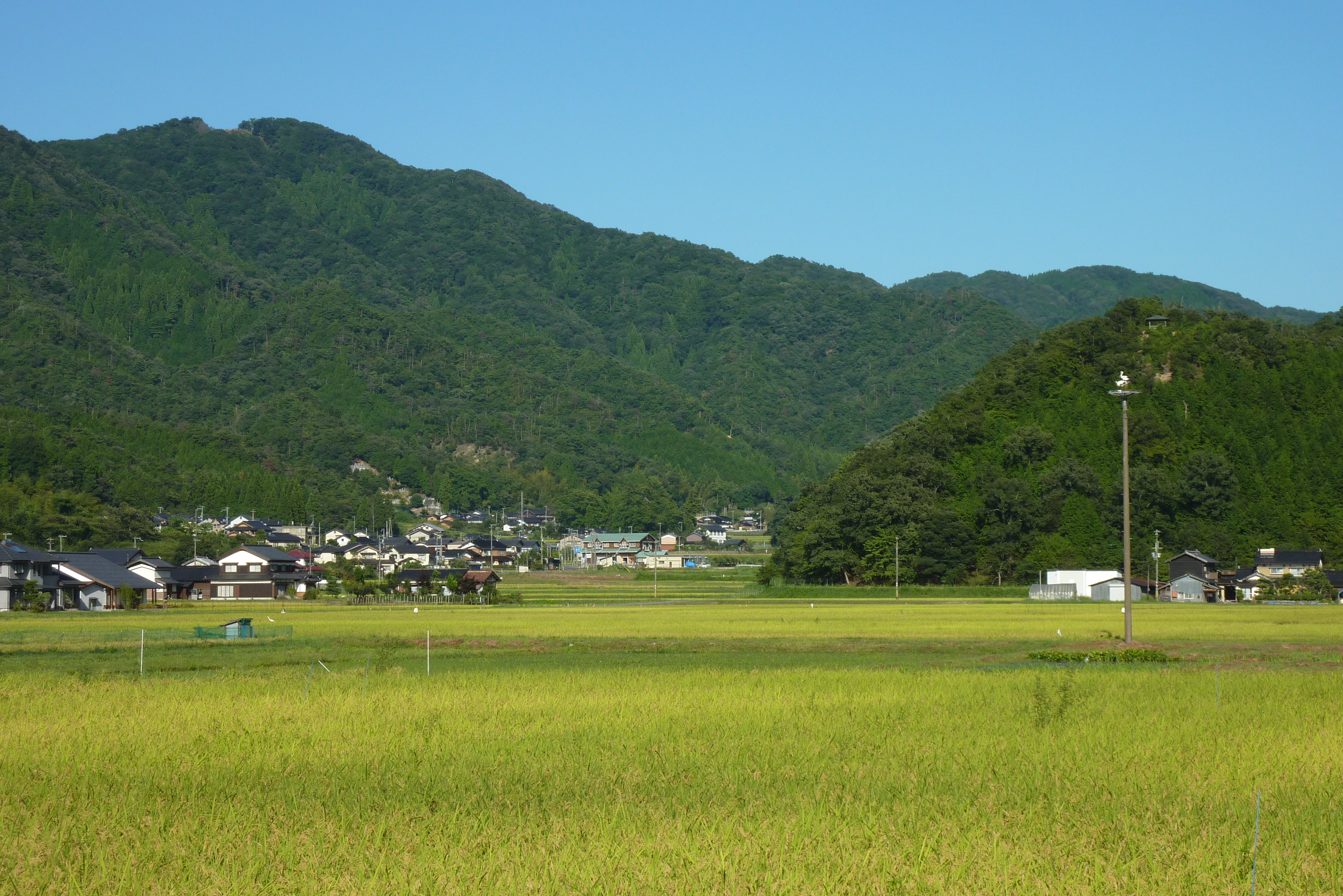
人工巣塔に留まる2羽のコウノトリと水田

コウノトリ育む農法（コウノトリはぐくむのうほう）とは安全な米とコウノトリの餌となる生きものも同時に育む稲作技術である。

## 概要
コウノトリの餌場となる水田を増やすことで、人と自然が共生する豊かな環境を目指した自然農法である。コウノトリの野生復帰に取り組む兵庫県豊岡市において、2003年より但馬県民局やたじま農業協同組合を中心に学習会や推進フォーラムを開催し、普及に取り組んでいる。特徴としては、冬にも田に水を張る冬期湛水、中干しの時期をオタマジャクシが変態するまで延期するなどの水管理がある。
2003年に地元の農家3人が1haから始めたコウノトリとの共生政策は、2005年度に栽培技術がほぼ確立し、2006年6月には栽培面積が100haを越えた。2009年には豊岡市の水田の1割にあたる212haに拡大した。

## コウノトリ育む農法の要件
- 環境への配慮
  - 化学農薬の削減　
  - 無農薬タイプ - 栽培期間中不使用
  - 減農薬タイプ - 地比7.5割減（コシヒカリ）
  - 農薬を使用する場合は普通物、魚毒性A類を使用
  - 化学肥料の削減（栽培期間中不使用）
  - 温湯消毒
  - 畦草管理
  - 水管理
  - 深水管理
  - 中干し延期
  - 早期湛水
- 努力事項：冬期湛水
- 資源および循環
  - 堆肥・地元有機資材の活用
- その他
  - ブランドの取得（日本農林規格、ひょうご安心ブランド農産物、コウノトリの舞）

### 化学肥料および化学合成農薬の使用状況
- ベニー倍土（育苗床土） - 未使用
- ジノテフラン（殺虫剤） - 1回
- エトベンザニド（除草） - 1回
- ダイムロン（除草） - 1回
- イマゾスルフロン（除草） - 1回